# Crane Wilbur
Crane Wilbur (17 de noviembre de 1886-18 de octubre de 1973) fue un guionista, actor y director teatral, radiofónico y cinematográfico de nacionalidad estadounidense, recordado principalmente por su papel de Harry Marvin en el serial The Perils of Pauline. 

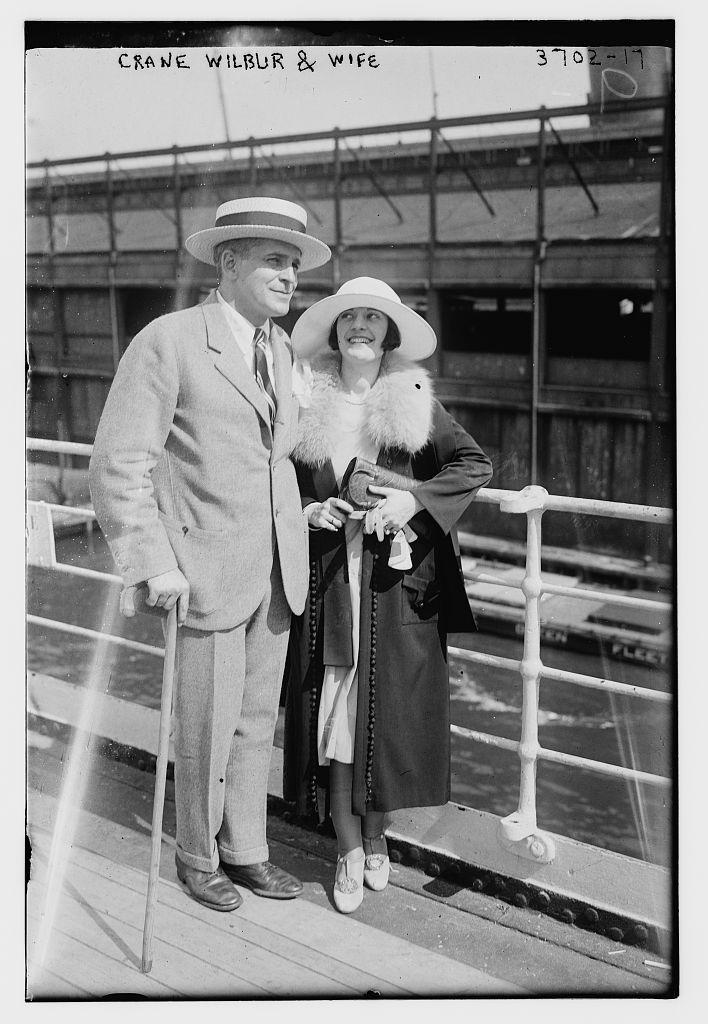
Crane Wilbur y su mujer en 1915

## Biografía
Nacido en Athens, Nueva York, su nombre completo era Irwin Crane Wilbur. Fue un prolífico guionista y director de al menos 67 filmes, empezando su carrera en la época del cine mudo, pero fue como actor como encontró el mayor reconocimiento, particularmente gracias a trabajar junto a Pearl White en el iconoclasta serial The Perils of Pauline. Su inicio en el cine mudo se vio precedido de doce años de experiencia teatral, y fue uno de los pioneros en el desarrollo de las técnicas de comunicación que el nuevo medio requería.
Su padre, dedicado a la construcción de buques, se suicidó cuando Crane era todavía un joven. Wilbur era sobrino de Tyrone Power, Sr., por lo cual era primo de Tyrone Power.
Su debut en el cine tuvo lugar en 1910 con The Girl From Arizona. Tras diecisiete filmes rodados entre 1910 y 1913, Wilbur se confirmó como un intérprete realista que aportó juventud, buena presencia y fuerza a sus caracterizaciones.
En abril de 1910 se constituyó la rama americana de los estudios Pathé, empezando a producir películas en Bound Brook, Nueva Jersey. Paul Panzer fue uno de sus primeros intérpretes, y Pearl White, una actriz de vodevil con cierta experiencia cinematográfica gracias a la empresa de Pat Powers, se sumó al nuevo estudio. Wilbur se identificó con dichos actores, y formó parte del elenco de Pathé. Cuando la compañía planeó rodar un serial, The Perils of Pauline, en 1914, Wilbur solicitó el papel de actor protagonista que le emparejara con Pearl White. Tras un test, obtuvo el codiciado papel de Harry en el futuro serial.
En 1916 Wilbur se anotó un éxito personal con el film en cinco rollos de Mutual Masterpiece Vengeance is Mine, una historia sobre la abolición de la pena capital. Más adelante Vitagraph le contrató para actuar en The Heart of Maryland (1921), película tras la cual hizo un alto en su actividad cinematográfica, dejando Hollywood para trabajar como actor teatral, su gran vocación, durante varios años. Wilbur escribió una puesta al día de The Bat, una obra de Mary Roberts Rinehart y Avery Hopwood. En 1924 actuó en gira representando una pieza escrita por él mismo, The Monster, y en 1926 consiguió un notable éxito en el circuito de Broadway con The Bride of the Lamb, actuando junto a Alice Brady, y en 1930 con On the Spot, obra en la que aparecía Anna May Wong.
Wilbur retomó su carrera cinematográfica en Hollywood en 1929, escribiendo y dirigiendo filmes de ficción y documentales. En 1934 actuó en tres películas: Name the Woman, High School Girl y Tomorrow’s Children, dirigiendo además las dos últimas. 
Su trabajo como escritor y director prosiguió en los siguientes 20 años. Sus excepcionales éxitos, muchos de los cuales siguen exhibiéndose hoy en día, incluyen el guion de House of Wax (1953). En 1959 Allied Artists Pictures Corporation hizo una nueva versión de The Bat, la cual protagonizaron Vincent Price y Agnes Moorehead, y que dirigió Wilbur. Este film consiguió en taquilla más de nueve millones de dólares. A ese film le siguieron otras destacadas producciones, entre ellas Salomón y la reina de Saba (1959) y La isla misteriosa (1961).
Crane Wilbur falleció a causa de un accidente cerebrovascular en 1973 en Toluca Lake, California. Fue enterrado en el Cementerio Forest Lawn Memorial Park de Hollywood Hills, California.

## Filmografía

### Actor
| - The Girl from Arizona, de Theodore Wharton y Joseph A. Golden (1910) - A Western Memory (1911) - For Massa's Sake, de Joseph A. Golden (1911) - Love Molds Labor, de Joseph A. Golden (1911) - The Power of Love, de Joseph A. Golden (1911) - The Fatal Portrait (1911) - The Doll (1911) - Phantom Lovers (1912) - Jimmy's Misfortune (1912) - The Salvationist (1912) - Texan Twins (1912) - A Nation's Peril (1912) - Where Jealousy Leads (1912) - On the Brink of the Chasm (1912) - His Second Love (1912) - Anona's Baptism (1912) - Gee! My Pants! (1912) - Pals (1912) - The Three Bachelors' Turkey (1912) - The Compact (1912) - The Receiving Teller (1912) - A Simple Maid (1912) - Dynamited Love (1912) - The Artist's Trick (1913) - The Infernal Pig (1913) - The Moonshiner's Last Stand (1913) - God Is Love (1913) - In the Days of War (1913) - The Count's Will (1913) - A Woman Scorned (1913) - The Secret Formula (1913) - The Second Shot (1913) - The Miner's Destiny (1913) - The Mad Sculptor (1913) - The Haunted House (1913) - $1,000 Reward (1913) - The Climax (1913) - Across the Chasm (1913) - The Merrill Murder Mystery (1913) - The President's Pardon (1913) - The Smuggler (1913) - Gypsy Love (1913) - Unmasked (1913) - The Shadow of Shame (1913) - Uncle John to the Rescue (1913) - The Couple Next Door (1913) - Through Fire and Air (1913) - The Perils of Pauline, de Louis J. Gasnier y Donald MacKenzie (1914) | - The Ghost (1914) - The Corsair (1914) - All Love Excelling (1914) - The Road o' Strife (1915) - No Other Way (1915) - The Call of Motherhood (1915) - Polly of the Pots and Pans (1915) - The Mirror (1915) - The Protest (1915) - The Blood of Our Brothers (1915) - Could a Man Do More?, de Robert Broadwell (1915) - The Mystery of Carter Breene, de Robert Broadwell (1915) - Vengeance Is Mine!, de Robert Broadwell (1916) - A Law Unto Himself, de Robert Broadwell (1916) - The Love Liar, de Crane Wilbur (1916) - The Conscience of John David, de Crane Wilbur (1916) - The Wasted Years, de Robert Broadwell (1916) - A King o' Make-Believe, de Robert Broadwell (1916) - The Fool's Game, de Robert Broadwell (1916) - The Haunting Symphony, de Robert Broadwell (1916) - For Her Good Name, de Robert B. Broadwell (1916) - The Spite Husband (1916) - The Painted Lie, de Robert Broadwell, Harrish Ingraham y Crane Wilbur (1917) - The Single Code, de Tom Ricketts (1917) - The Eye of Envy, de Harrish Ingraham (1917) - The Blood of His Fathers (1917) - Unto the End, de Harrish Ingraham (1917) - The Finger of Justice (1918) - Breezy Jim, de Lorimer Johnston (1919) - Devil McCare, de Lorimer Johnston (1919) - Stripped for a Million (1919) - Something Different (1920) - The Heart of Maryland, de Tom Terriss (1921) - It's a Great Life (1929) - Tomorrow's Children (1934) - Name the Woman (1934) - High School Girl (1934) - Public Opinion (1935) - Captain Calamity (1936) - Yellow Cargo (1936) |

### Director
| - The Love Liar (1916) - The Painted Lie, codirigida con Robert B. Broadwell y Harrish Ingraham (1917) | - We're in the Legion Now! (1936) - Canon City (1948) |

### Guionista
| - The Monster (1925) - Lord Byron of Broadway (1930) - Swingtime in the Movies (director y guionista) (1938) - Crime School (1938) - Hell's Kitchen (1939) - I Am an American (1944) - He Walked by Night (1948) - The Amazing Mr. X (1948) | - I Was a Communist for the FBI (1951) - Inside the Walls of Folsom Prison (director y guionista) (1951) - The Miracle of Our Lady of Fatima (1952) - House of Wax (1953) - Crime Wave (1954) - Salomón y la reina de Saba (1959) - The Bat (guionista y director) (1959) - La isla misteriosa (1961) |